# SN 1998cw
SN 1998cw – supernowa typu Ia odkryta 24 czerwca 1998 roku w galaktyce A225619-3509. W momencie odkrycia miała maksymalną jasność 17,50m.